# Bremer Schlagd

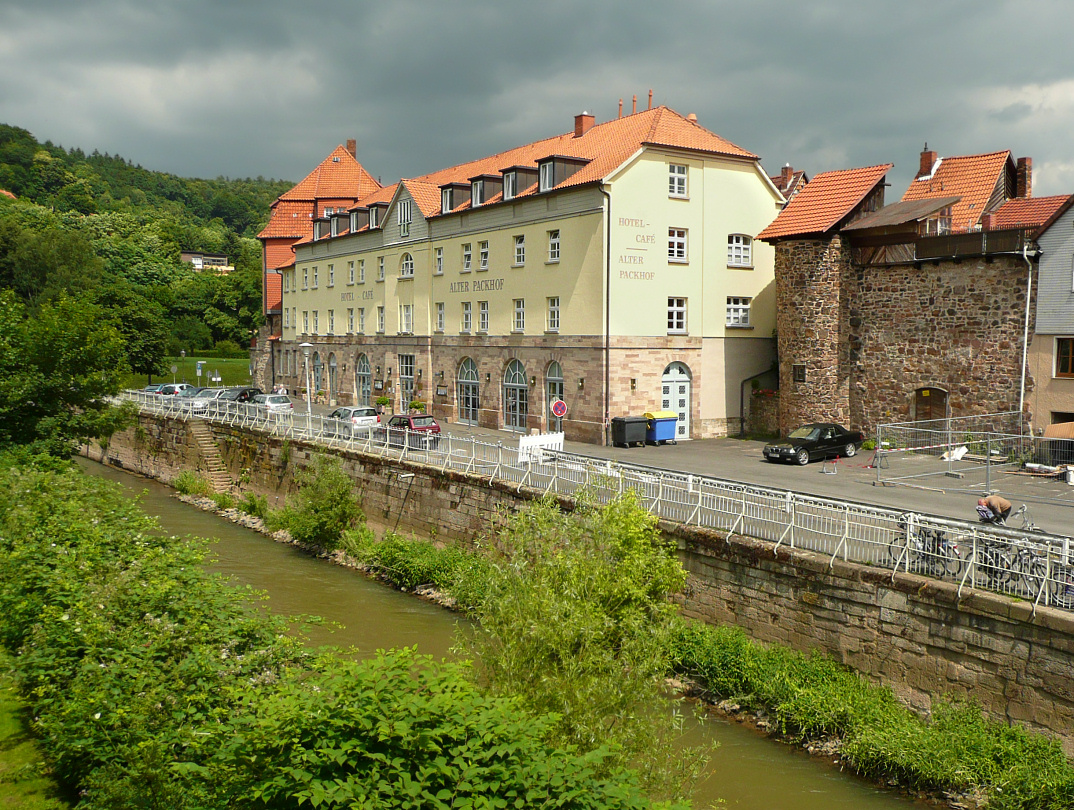
Die Bremer Schlagd mit dem Alten Packhof, dem Dünnen Turm und Stadtmauerrest

Die Bremer Schlagd ist ein etwa 100 Meter langer Straßenzug in der Altstadt von Hann. Münden, der parallel zum Ufer der Fulda verläuft. Gleichzeitig handelt es sich um eine historische Schlagd, die ebenso wie die Kasseler und Wanfrieder Schlagd der Schifffahrt über Jahrhunderte als Schiffsanlegestelle, Warenumschlags- und Handelsplatz diente.

## Name
Der Name Schlagd kommt von slagte für das Einschlagen von Uferpfählen, die mit Balken und Faschinenflechtwerk miteinander verbunden wurden und dadurch für die Uferbefestigung sorgten. Die Bezeichnung stammt aus dem Niederdeutschen und ist in anderer Form, wie im ursprünglicheren Schlacht, für ähnliche Uferbereiche im gesamten norddeutschen Raum verbreitet. Nach dem Ort Bremen wurde die Schlagd benannt, da die Schifffahrt auf der Weser von Münden bis zu diesem Ort führte.

## Lage

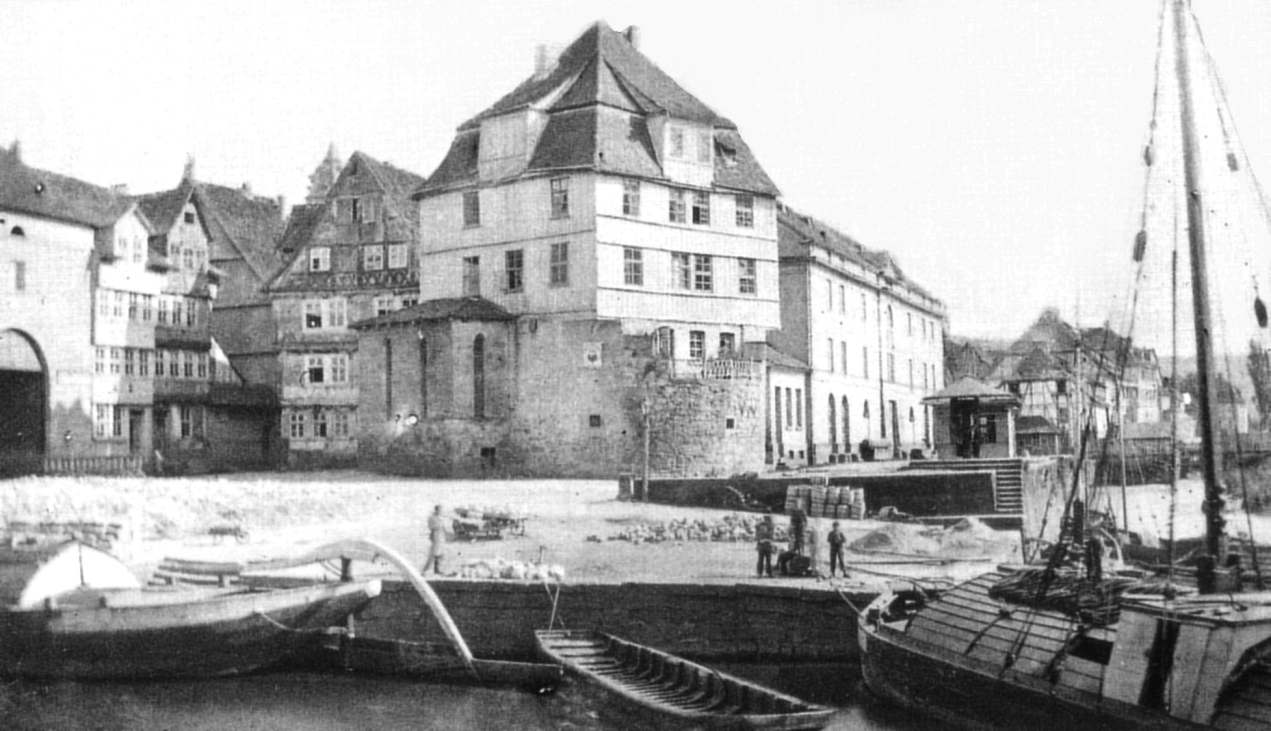
Blick auf die Schlagdspitze zwischen Wanfrieder (links) und Bremer Schlagd (rechts), 1870

Die Bremer Schlagd beginnt im Norden an der Schlagdspitze, die sie gemeinsam mit der Wanfrieder Schlagd bildet. Diese Spitze liegt in der Nordwestecke der historischen Altstadt, wo der rechte Fulda- sowie der linke Werraarm zusammenfließen und die Kleine Weser zwischen dem Tanzwerder und dem Doktorwerder bilden. Nach Süden verläuft die Bremer Schlagd bis zur Mühlenbrücke, die als Fußgängerbrücke die Altstadt über den Eselwerder mit dem Tanzwerder verbindet. In Höhe der Mühlenbrücke schließt sich nach Süden die Kasseler Schlagd an.

## Geschichte
Das 1247 verliehene Mündener Stapelrecht verhalf der an den drei Flüssen Weser, Werra und Fulda gelegenen Stadt Münden zu wirtschaftlicher Blüte und anhaltendem Wohlstand. Die anfangs wahrscheinlich aus Holzbefestigungen bestehenden Schiffsanlegestellen wurden in den 1580er Jahren mit Mauerwerk befestigt, damit Schiffe bequem anlegen und Güter sicher aufbewahrt werden konnten. Herzog Erich II. verlieh der Stadt im 16. Jahrhundert das Recht auf die Erhebung von Schlagdgeld, da der Ausbau und die Instandhaltung der Schlagdanlagen hohe Kosten verursachte.
Die Bremer Schlagd, auf der der Schiffsverkehr zwischen Münden und Bremen abgewickelt wurde, war der wichtigste Warenumschlagplatz des Ortes. Dort sind bereits Ende des 14. Jahrhunderts Lagerhäuser für Handelsgüter nachweisbar. 1837 entstand das noch heute vorhandene Lagerhaus des Alten Packhofs. Mit dem Aufkommen der Eisenbahn, die 1856 als Hannöversche Südbahn die Städte Kassel und Hannover verband, war der Binnenschifffahrtsverkehr in Münden rückläufig. 1905 wurden die Schlagden als Schiffsanlegestellen aufgegeben. Danach lief der Frachtverkehr auf der Weser über die 1906 errichtete Weserumschlagstelle.

## Heute
Als Schnittpunkt zwischen der Stadt und den Flüssen stellen die historischen Schlagden in Hann. Münden aus denkmalpflegerischer Sicht ein Dokument des Handels und der Schifffahrt dar. Heute bilden die drei Schlagdbereiche gemeinsam mit den beiden Packhöfen, den Stadtmauerhäusern, der Alten Werrabrücke, dem Nadelwehr und den Werdern (Doktor-, Esel- und Tanzwerder) ein städtebaulich signifikantes sowie eindrucksvolles Ensemble. Nach dem Niedergang der Schlagden als Warenumschlagsplätze Ende des 19. Jahrhunderts wurden sie im Laufe des 20. Jahrhunderts zu Verkehrsflächen mit Parkplätzen degradiert. Auf diesen Missstand wies ein von der Stadt in Auftrag gegebenes Integriertes Städtebauliches Entwicklungskonzept (ISEK) von 2008 hin und empfahl wegen ihres touristischen Potenzials eine Sanierung sowie Umgestaltung der Schlagden. Bauliche Maßnahmen erfolgten in diesem Rahmen bisher (2016) an der Kasseler Schlagd.